# Беатріс Фернандес
Беатріс Фернандес  (ісп. Beatriz Fernández, 19 березня 1985) — іспанська гандболістка, олімпійська медалістка.

## Виступи на Олімпіадах
| Олімпіада   | Дисципліна | Місце |
| ----------- | ---------- | ----- |
| Лондон 2012 | гандбол    | 3     |